# Thomas Hochstrasser
Thomas Hochstrasser, né le 13 juillet 1976 à Cham, est un coureur cycliste suisse, spécialiste du VTT.

## Palmarès en VTT

### Jeux olympiques
- Sydney 2000
  - Abandon sur l'épreuve de cross-country

### Championnats du monde
- Vail 1994
  -  Médaillé de bronze du cross-country juniors
- Mont Sainte-Anne 1998
  - 6e du cross-country espoirs
- Åre 1999
  - 7e du cross-country

### Championnats d'Europe
- Métabief 1994
  -  Médaillé d'argent du cross-country juniors
- Aywaille 1998
  -  Médaillé de bronze du cross-country espoirs

### Championnats nationaux
- 1995
  - 2e de la descente
- 1999
  - 3e du cross-country
- 2000
  - 2e du cross-country
- 2001
  - 2e du cross-country